# ぼくらの青春 J-POP 平成ミュージック・グラフィティー
ぼくらの青春 J-POP 平成ミュージック・グラフィティ（ぼくらのせいしゅん ジェイポップ へいせいミュージック・グラフィティ）は、NHKラジオ第1放送にて、2013年10月4日から2018年3月16日まで放送されたラジオの音楽番組。いわゆるナイターオフ番組である。

## 概要
2012年まで放送されていた「いとしのオールディーズ」から、内容を一新した上で、J-POP中心の音楽番組として再出発した音楽・トーク番組。
この番組では、主に1990年代の「J-POP」を取り上げるとともに、同じ時代に過ごした人がゲストとして登場し、思い出に残る音楽を紹介し、様々なトークを繰り広げた。聴取者ターゲットは30代から40代としていた。
第3シーズンは初回が「今年もやります！　前倒しスペシャル」として9月25日に比留木剛史、石井かおるアナウンサーが出演した。
2017年度はタイトルを「ミュージック・グラフィティー」として放送。同年度末の2018年3月で終了した。2018年度からの同時間帯は、スポーツ解説者・増田明美の「増田明美のキキスギ？」がスタートした。

## 放送時間
- 毎週金曜 20時05分 - 21時30分

## パーソナリティ
各年度ともパーソナリティーは原則隔週交代制だったが、番組開始時と新年最初、最終回は2人で出演し、ゲストなしで番組を進めた。また曲もリスナーからのリクエストを中心に放送した。

### 第1シーズン
- 寺澤敏行（NHKアナウンサー）
- 出田奈々（同上）

### 第2シーズン
- 福澤浩行（NHKアナウンサー）
- 與芝由三栄（同上）

### 第3シーズン
- 比留木剛史（NHKアナウンサー）
- 石井かおる（同上）

### 第4シーズン
- 遠藤亮（NHKアナウンサー）
- 柘植恵水（同上）

### 第5シーズン
- 熊倉悟（NHKアナウンサー）
- 柘植恵水（同上）